# 2019冠狀病毒病澳門疫情相關爭議 (2021年)
此頁面收錄2021年在澳門發生的2019冠狀病毒病澳門疫情相關爭議。

## 2021年3月12日逾百失業人士衝出馬路事件
3月12日上午，時任澳門立法會立法議員高天賜陪同過百失業人士和代表到勞工事務局對失業情況作出求助和跟進情況。在會面期間，過百名失業人士於勞工局門外和對面馬路聚集，警方一度拉起封鎖線和派出警員維持秩序。有部分失 業人士更表示外地僱員搶走澳門本地人「飯碗」（工作職位），盼當局保障本地人工作優先，並有人表示在就業面試中不理想，並因為帶津培訓名額限制導致無法就讀。在會面接近尾聲之際，有部分失業人士不滿會面情況鼓譟，於馬路兩旁行人道等候會面結果的人士衝出封鎖線並佔領和堵塞勞工局前的馬揸度博士大馬路試圖闖入勞工局內，後來治安警察局警員增援將衝出馬路之人士推回行人路，並帶走3人。
勞工事務局局長黃志雄對失業人士堵路抗議作出回應，指出冀失業人士以理性表達訴求，不要影響市民日常出行，並安排工人有更多安排面試機會，但部分工人不接受，他強調這是供求關係。後來當局於中午發新聞稿，表示工作職位一律以本地人優先就業為原則，並持續監察外地僱員退場情況，達到本地居民保就業的成果。

## 2021保就業、穩經濟、顧民生計劃爭議

### 電子消費優惠計劃爭議
2021年3月15日，政府公佈新一輪經濟援助計劃，其中「電子消費優惠計劃」對市民非常不便，引起坊間「劣評如潮」。經濟財政司司長李偉農於記者會中表示形容「今年不是政府要做什麼，而是大家要做什麼。」，並認為該措施對CPI（消費物價指數）保持穩定，市民「可以用腳決定自己的消費選擇」，在計劃中同時採用實名登記使用手機支付方式參與計劃，在記者會上官員大多數在回應記者中問非所答，引起了市民普羅大眾不滿。

### 3.28「撤回優惠券，我要消費卡、保民生、保就業」遊行（已取消）
- 2021年3月20日，新澳門博彩員工權益會於關閘收集公眾簽名要求改派「電子消費卡」，同時澳門社區發展新動力成員、立法議員區錦新到場支持和呼籲市民簽名，並接受傳媒訪問中已向治安警察局預告在3月28日當天舉辦遊行，並表示舉辦遊行不是「攞威」，而是希望普通市民大眾能在計劃中受惠。[4]
- 2021年3月21日和3月22日，澳門社區發展新動力於北區和高士德設街站供市民簽名反對該計劃。
- 2021年3月24日，治安警察局不反對該遊行。隨後澳門社區發展新動力於3月26日下午舉行記者會，冀政府對計劃作出更周詳，順應市民民意，同時表示收集3萬多個市民簽名改派消費卡。[5]

### 政府多方面宣佈優化方案計劃
2021年3月25日，澳門工會聯合總會多名代表與經濟財政司司長李偉農見面，並表示三方面調整消費計劃。
2021年3月27日傍晚，經濟財政司司長辦公室發出新聞稿，對該計劃作出優化方案，已聽取不同團體和立法議員意見，並循消費卡模式作優化。

### 衛生部門以防疫為由禁遊行
2021年3月27日，衛生局局長李展潤、仁伯爵綜合醫院高級醫務主任羅奕龍、治安警察局人員與3月28日遊行發起人區錦新見面。當局於晚上8時發出新聞稿指衛生局指出在遊行舉辦前向澳門社區發展新動力提出多點防疫要求，無法控制遊行人數等以無法確保防疫要求命令為由要求發起人暫停舉辦此次遊行活動。並引用第2/2004號法律《傳染病防治法》和第81/99/M號法令有關規定暫停該活動。
遊行被禁後，遊行發起人兼立法議員區錦新於個人社交平台專頁以及澳門社會發展新動力社交專頁發出新聞稿，指經濟財政司司長李偉農於2021年3月27日即遊行前一天約見其本人和另外一名立法議員吳國昌對該計劃爭議聽取意見，並表示當局順應民意，保證市民希望使用消費卡能選擇使用消費卡，並同時保證長者或十二歲以下之澳門居民都同時參與該計劃。區錦新認為政府已經順從民意並向市民作出正面回應，並認為政府禁該遊行方法「好精」，由衛生部門出手禁遊行之目的是減少政治敏感度，但同時或多或少傷害了公民權利。

## 借疫情為由六四集會及圖片展再被禁

### 市政署再度撤回舉辦六四圖片展申請
2021年4月，澳門民主發展聯委會向市政署申請場地於5月10日至6月8日舉辦六四圖片展，但市政署以「已安排其他團體／機構進行活動」為理由否決該申請。澳門民聯會成員兼澳門立法會直選議員區錦新對市政署決定感失望並形容該決定是「滑稽」，他同時表示如日後舉辦屬不同政治立場的同類活動空間將越來越小。繼去年市政署以疫情為藉口叫停該活動，澳門連續第二年停辦六四圖片展。

### 治安警再次不准舉辦六四晚會
2021年5月25日，澳門民聯會成員兼澳門立法會直選議員區錦新收到警方批示指「六四」燭光集會違反刑法且不能滿足防疫要求，因此不容許意見。對於警方做法可說是「出乎意外」，禁止集會除了基於政治打壓外，同時認為官員「立了大功」。

### 上訴至終審法院失敗　連續第二年室內舉行集會
2021年6月3日，終審法院判澳門民生發展聯委會敗訴，終審法院表示六四集會是踐踏中央政府名譽、尊嚴、權威和聲望，在現時政府情況下不能接受。同時，代表處理民聯會上訴三名法官中的司徒民正法官在表決聲明上指出，若刪「詆毀性或侮辱性成分」便可容許集會。其後，港澳辦、中聯辦及外交部駐澳特派員公署對終審法院禁止六四集會的舉辦判決作出認同和堅定。其後，澳門民聯會召開記者會，宣佈澳門「六四」集會燭光集會移至室內舉行，不向公眾開放。是次繼政府當局去年以防疫為由禁辦室外集會，連續第二年移師室內舉行。

## 有大型團體舉辦活動多次惹防疫之嫌

### 高調慶建黨100周年活動　大批會員聚集
2021年6月14日下午，澳門江門同鄉會為慶祝中國共產黨成立100周年於沙梨頭會址派發過萬份抗疫物品。澳門江門同鄉會監事長梁耀宗向傳媒指活動到7月5日，但事前沒有通知會員，導致大批人士於該區大規模聚集加深病毒傳播風險。
事件網上熱議，江門同鄉會組織群聚活動，沒申報，沒有要求人士展示健康碼，有違反傳染病防治法之嫌，更引起部分網民對各政府部門包括衛生局等防疫規則持雙重標準。亦有網民問衛生局局長羅奕龍會何時出來譴責，「唔通唱紅歌同慶黨慶就可以唔守防疫規定？」（難道唱紅歌和慶黨慶就可以不守防疫規定？）網民亦表示，「這就更證明咗執行防疫是要睇場合及地方，另更重要是要睇申請方或主辦方」（這就更證明了執行防疫是要看場合及地方，另更重要是要看申請方或主辦方）⋯⋯除了抗疫方面網民有評論指因為今年是選舉年，是以不少網民亦質疑該活動有否為選舉宣傳之嫌，是否引致選舉不公。有網民指出：「網民：舊年疫情咁嚴重都唔派、選舉前兩個月就派、廉署去左邊？」（去年疫情那麼疫情嚴重都不派、選舉前兩個月才派、廉署去了哪裡？）又有留言指出：「選舉年咁算唔算有問題？」（選舉年那算不算有問題？）；「選舉委員會呢？失蹤咗？」（選舉委員會呢？不見人？）

### 各方回應（2021年6月14日慶百年黨慶事件）

#### 衛生和執法部門回應作閃避
2021年6月14日，傳染病防制暨疾病監測部協調員梁亦好表示，有人員聚集的活動均有感染風險。雖然派出治安警察局警員於現場維持秩序並要求排隊人士保持社交距離，但排隊人士沒有理會。有意見指政府在早前疫情較為平穩之時，政府部門倘且揮舞「防疫寶劍」禁止遊行集會，何況現時當局強調疫情緊急的情況，病毒傳播感染風險無處不在時，不排除也不能確定潛在感染者何時進入本澳社區。可見政府相當部門持「雙重標準」隨時以疫情或防疫為由禁集會、遊行或活動。在當天記者會上，有傳媒問及，當局有否呼籲甚或要求取消一些慶祝建黨100週年的群聚活動？梁亦好沒有正面回應，只稱衛生局已針對各項活動制定需要遵專的防疫指引。

#### 立法會選舉管理委員會對2021年6月14日事件回應
就有關江門同鄉會派發物品無視防疫規定並有著違反選舉法律之嫌，立法會選舉管理委員會於2021年6月17日召開全體會議，主席唐曉峰回應指出暫時未有發現該事件與違規宣傳有關，至於是否涉及賄選則將轉介至廉署作進一步調查。他同時表示，就江門同鄉會派發物品事件，選管會收到投訴指該團體涉及違規宣傳。

### 大力舉辦「茶話會」惹違選舉和防疫守則
2021年8月29日，江門同鄉會舉辦「茶話會」為2021年澳門立法會選舉造勢，大批會員於排隊進場、在會場上肩並肩坐著均沒保持一米或以上社交距離，台上有候選人更沒有戴口罩多次累犯和違反防疫之嫌。整場「茶話會」只有10分鐘，主持人同時教導會員選舉當天如何正確投票，並派義工向有需要和出行困難的會員提前登記並前往票站投票。事前，澳門廉政公署廉政專員陳子勁上星期呼籲社團暫緩舉辦「非緊急的福利」活動，並建議延至選舉後才舉行，避免『瓜田李下』。社團同時應遵守選舉守則外，同時要兼顧各項防疫措施。

### 各方回應（2021年8月29日茶話會事件）

#### 立法會選管會
對於該大型團體舉辦「茶話會」包裝「某競選組別宣講會」，除了違反選舉守則外，並且違反防疫相關規定之嫌。立法會選管會於2021年8月30日向論盡媒體作出書面回應，指出「候選名單可在競選宣傳期內為宣傳之目的派發宣傳品」。而對於傳媒提出指有社團在舉辦福利活動期間涉及競選宣傳事宜，「選管會會將個案送交廉署跟進，以調查是否涉及違法行為」。選管會同時指「如非在選管會安排的公共場地進行活動，候選名單則需按照由衛生局發出的一般防疫指引舉辦活動。而該媒體拍攝的圖片中所有市民基本有戴上口罩，排隊期間亦看到能保持一段距離」。同日，選管會發出呼籲社團在競選期間不應該派發食物或福利物品，為減低病毒傳播風險，社團在舉辦競選活動時須遵守衛生局發出的防疫措引戴口罩和保持1米社交距離，派發物品同時計入在競選開支中。

#### 澳門廉政公署
對於該大型團體舉辦「茶話會」包裝「某競選組別宣講會」，澳門特別行政區廉政公署於2021年8月30日向傳媒作書面回覆，「有關活動屬已申報的競選活動，在所派發的宣傳物品中包含了食物。因應此情況，選管會昨日已向各候選名單受託人發出通知，各候選組別不應在競選活動期內向市民派發食物，以配合防疫政策，減低市民受病毒感染風險」。又指，「為免令公眾存疑，以及執行選管會向各組別發出的通知，廉署已即時派員對可能抵觸上述通知的情況作出跟進處理。」對於是否涉及違反選舉法律，廉政公署再重申「對任何違反選舉法的行為，廉署定必嚴肅處理，絕不姑息。而關於宣傳品的問題，選管會已發出新聞稿，廉署也沒有補充」。

#### 候選組別回應
參加2021年立法會選舉的候選組別澳粵同盟對於派發禮物包事件，其組別第二候選人羅彩燕於2021年8月30日出席完電台時事節目後作回應，指派發禮品之事宜已向政府相關部門作申報，經相關部門調查後都是「不值錢的宣傳品」，又重申所有競選活動符合相關部門的法律規定，並相信市民的「眼睛也是雪亮的」。又希望公眾對該組織不要再誇大該事件、造成侮辱和不公平的情況。

## 政府調整疫苖公佈機制惹瞞報之嫌
2021年6月12日起，新型冠狀病毒感染應變協調中心經參考世界各地做法，決定只公佈和疫苗接種有潛在關係的嚴重不良事件包括死亡事件，對有明顯的醫學原因能解釋成因的包括死亡在內的不良事件，則只作為新冠病毒疫苖接種後不良事件評估工作小組監測分析用途，若出現不尋常的增加，才會作出公佈。

### 「明顯」與疫苗無關就不通報不統計被市民批評
有癌症病人接種疫苗後出現重症，被送進深切治療部。有傳媒問及，即使政府已調整通報機制，但為何連列入統計都沒有？山頂醫院醫務主任戴華浩回應稱，根據現時已「改善」的通報機制，市民接種後出現不論是嚴重還是輕微的不良事件，當局認為與疫苗無關就不會通報，亦不會統計。
戴華浩解釋，因為本澳接種量已很高，全澳已有近三分之一18歲以上的居民已接疫苗，居民接種後出現不適去就醫，政府無法做到每宗事件都要統計和通報數字，所以明顯與接種疫苗無關的不良事件就不會列入統計，由醫生研判認為需要通報疾控中心分析才會統計。

### 接種後不良反應的市民質疑有暪報堅持提真相
2021年6月17日網上有自稱是上述癌症病人親屬的市民詳述事發經過，並指出該名癌症病人化療完成後未夠三個月就獲批准接種疫苗，質疑衛生當局的決定。而且接種後不到24小時就出現咳嗽吐血，送往急症室救治，但醫生一直強調與疫苗無關，「身為患者家屬，感覺像一直被催眠」。該名市民質疑如此嚴重的不良事件，為何毋需交由評估小組分析討論，山頂醫生就能即時判斷與疫苗無關？今日疫情記者會上，有記者繼續追問有關問題，戴華浩回應稱「不討論病人私隱」，又指該病人是適合接種疫苗。現時醫院與家人正在溝通中，會否提供到醫治癌症的幫助。
該名市民又質疑當局調整公佈接種疫苗不良事件方式有瞞報之嫌。「今次因為我地家人都想知道真相，堅持提出疑點，最後也只是經由記者提問才把事件報道，協調中心還於6月12日改變不良事件公佈方式，這算是瞞報嗎？又有多少人有同樣情況下相信醫生說『與疫苗無關』而沒有上報？」

## 公共巴士車輛嚴重擠迫惹違防疫之嫌
從2020年7月15日上午6時起，澳門與珠海恢復正常通關但須持7天核酸陰性證明。2021年6月上旬廣東省廣州市爆發本土聚集性疫情，往返粵澳一度改為持48小時核酸陰性證明，為避免關閘在傍晚尖峰時段出現大規模聚集，澳門特區政府多個部門鼓勵往返珠澳人士包括澳門居民和外地僱員錯峰出行外，更建議相關人士可使用港珠澳大橋澳門邊檢大樓和橫琴口岸澳門口岸區通關，雖然治安警察局一度於傍晚尖峰時段特別安排分流免費巴士路線由關閘東側上落區直達港珠澳大橋邊檢大樓通關，唯獨負責交通安排的交通事務局先前在2020年7月上旬往返港珠澳大橋巴士班次疏落和不恢復另一條往返港珠澳大橋的102X路線惹起了違反政府部門防疫之嫌，後來交通事務局馬上修正錯誤增加101X路線特班車分流前往港珠澳大橋澳門邊檢大樓之人士，後來廣東恢復正常通關取消101X路線特班車。

### 橫琴澳方口岸交通配套不足
2020年8月18日下午3時起，原路氹邊檢大樓正式遷往新橫琴口岸聯檢大樓內的橫琴口岸澳門口岸區，交通事務局只設置3條巴士路線途經或往返該口岸但在晨間和傍晚尖峰時段各巴士車輛人滿為患兼非常擠擁，引起市民對兩間巴士公司或交通事務局有違反防疫之嫌作出質疑。
雖然由2021年1月1日起新巴士合同生效，新福利恢復102X路線並服務延伸至橫琴澳方口岸；但自同年2月28日起新福利以客流不足為由改以小巴行走，但後來因選乘該線的乘客上升，在傍晚繁忙時段間中出現人滿為患的狀況，但巴士公司及交通事務局未有對該路線相應增加班次一度引起對巴士服務和其防疫上的爭議。
在7月中旬至下旬澳門鄰近的中山市出現從南京經珠海返回中山後確診的本土個案，該患者曾經於珠海市內活動乘坐機場大巴和於珠海站乘坐城軌返回中山市，導致出現多名密切接觸者、次密切接觸者或一般接觸者，部分人士居住澳門或珠海、日常往返珠海和澳門工作的通勤一族包括澳門居民或外地僱員，甚至有訪澳旅客被列為接觸者，部分接觸者曾經乘坐多條公共巴士路線作出日常通勤和遊覽。應變恊調中心於7月23日的記者會表示澳門不能排除爆發本土個案的可能性。到7月26日，澳門鄰埠的珠海發現一宗由南京市返回珠海市後的無症狀感染者，衛生局局長羅奕龍接受澳廣視新聞專訪時更表示隨著珠海發現一宗本土無症狀感染者，意味著澳門本土疫情在社區爆發機會不斷增加。直至同年7月28日起，102X路線增加部分特班車班次才有效舒緩該狀況。
另一方面，從橫琴澳方口岸巴士總站更快捷直達往返澳門市區只有一條25B路線，在每天上午尖峰時段，巴士站曾經出現大排長龍的情況甚至有乘客指排隊輪候長達超過1小時，而該路線每班車開出後車廂內擠滿大量人群，對於該路線輪候和車廂內的情況是不利疫情防控。後來交通事務局批准新福利於2021年11月13日起加密25B路線和另一條往返該口岸的102X路線班次去疏導人流，並於2021年11月15日起開辦25B路線特班車（25BS）作分流往返路氹城一帶的乘客；而該口岸交通配套的其他問題亦引起社會各方面反應，包括有立法議員亦對該相關的其他問題作出關注。

## 「谷針」升級變「迫針」
2021年9月13日，應變協調中心於例行新聞發佈會上公佈《工作人員接種新冠病毒疫苗及接受新冠病毒核酸檢測的指引》，相關工作人員如不接種疫苗須每7天接受自費病毒核酸檢測，引起「迫針」之嫌。當局指發佈指引是根據全球疫情嚴重性，保障工作人員和受服務對象不受2019冠狀病毒病感染，同時當局會設有緩衝期給相關工作人員及管理機構或監管實體去制定相應的措施去落實指引。若不遵守該指引引致2019冠狀病毒病將可能觸犯《傳染病防治法》相關條文。

### 政府部門跟隨指引實施
同日晚上，行政暨公職局發出指引性傳閱公函，指出作為提供公共服務的公務人員，有責任配合衛生局的防疫措施，公函中指由2021年9月27日起，所有公務人員進入工作場所，須出示已接種疫苗或出示7天內陰性核檢結果證明。若未能出示有關證明而缺席上班者，則視為不合理缺勤。教育及青年發展局亦於同日表示學校必須跟隨相關部門防疫指引，而最新的防疫措引規定仍與衛生局溝通並適時更新最新的防疫措引。而衛生局推出的新指引引起大部分學生家長憂慮學生亦遭「迫針」，但教育及青年發展局未有對家長之憂慮作出正面回應。
2021年9月25日，因應澳門出現兩宗於醫學觀察酒店任職的保安人員確診並流入社區的個案，同時因開展全民核酸檢測計劃，行政暨公職局宣佈9月27日至10月3日將暫免要求仍未接種疫苗的公務人員出示核酸檢測證明。

### 相關教育階段跟隨指引實施
2021年9月30日，「迫針」蔓延至教職人員和高等教育階段學生，在應變協調中心新聞發佈會中，教育及青年發展局副局長龔志明宣佈由10月25日起，要求高等教育院校教職員工和大學生、非高等教育教職員工進入學校須出示至少已接種一劑疫苗的證明，或出示7天內核酸檢測陰性結果證明，教青局並發出強烈呼籲師生於國慶假期期間積極接種疫苗。

### 社服設施跟隨指引實施
2021年10月15日，社會工作局宣佈自2021年10月25日起，各社會服務設施所有工作人員進入其工作場所，必須出示已接種新冠病毒疫苗的證明，或出示新冠病毒核酸檢測七天內結果為陰性的證明。截至10月15日，已有七成社會服務設施工作人員接種了新冠病毒疫苗。

### 政策忽視懷孕和餵哺母乳女性
衛生局推出新指引後，被指忽視懷孕、準備懷孕、母乳餵哺的婦女能否接種2019冠狀病毒病疫苗。對於相關看法，傳染病防制暨疾病監測部協調員梁亦好於9月16日應變協調中心新聞發佈會上指按照世衛建議，除非孕婦需前往高風險地區，否則在沒有緊急需求下應暫緩接種疫苗。而對於準備或正在計劃生育的人士，根據國藥滅活疫苗或mRNA疫苗提供的建議，相關人士均適合接種。又指如女性懷孕期間感染2019冠狀病毒病，有可能導致流產或重症的機會增加。因此相關資料建議準備或正在計劃生育的人士，更應該接種新冠疫苗，並清楚指出有關人士在接種後無須推遲生育計劃或採取避孕措施。
而正在母乳餵哺期的女性，梁亦好指隨著疫苗在全球普及，對母乳餵哺期的女性接種疫苗的數據已逐步提升。因此對所有正在母乳餵哺期的女性均可接種mRNA疫苗。而從事高風險職業或前往高風險地區的哺乳婦女，須經過臨床評估由醫生決定選擇接種滅活疫苗或mRNA疫苗。在9月20日的新聞發佈會上，梁亦好再重申母乳餵哺婦女可以接種2019冠狀病毒病疫苗，是根據多方面的數據及參考國際母乳組織的指引，哺乳中的婦女接種疫苗是安全的及具必要性，接種疫苗有降低感染及將病毒傳染給嬰兒機率，此外哺乳中的婦女接種疫苗後體內所產生的抗體可透過母乳傳給嬰兒。她又表示澳門作為一個旅遊城市，人員流動大，因此所有在社區活動的人都可以視為是高風險人群，每個母乳媽媽最了解自己的風險，並應該選擇接種2019冠狀病毒病疫苗。
2021年10月21日，對於有傳媒問及若有私人企業要求正在懷孕的職員接種2019冠狀病毒病疫苗會否違反當局指引。衛生局傳染病防制暨疾病監測部協調員梁亦好表示，全球疫苗指引中建議孕婦可接種疫苗，外國疫情嚴重地方亦建議孕婦接種，但考慮到澳門疫情較平穩，故本澳指引中沒有要求孕婦必須接種疫苗。若孕婦持當局發出的暫緩或不適宜接種新冠疫苗證明，但僱主仍要求接種，衛生局歡迎有關人士反映問題，以便跟進僱主是否錯誤理解防疫指引。同時表示，暫時未有具體數據說明孕婦接種疫苗安全與否，但現實中有很多孕婦已接種疫苗。據她之前掌握的數據，未接種疫苗孕婦較已接種疫苗孕婦，感染2019冠狀病毒病後的重症和死亡率高出約7倍。

### 參加馬拉松活動須打齊兩針
2021年12月澳門將舉辦每年一度的澳門國際馬拉松賽事，在今屆賽事中澳門特別行政區政府體育局要求所有跑手必須完成接種兩劑2019冠狀病毒病疫苗方可參加。在2021年9月20日應變協調中心記者會上，傳染病高級協調員梁亦好引述體育局回應指馬拉松將按照中華人民共和國第十四屆運動會的防疫方式，除完成接種兩劑疫苗外，須在比賽期間持有有效病毒檢測陰性證明方可參加比賽。她表示目的是保障參賽者安全，加上鄰近地區如香港國際馬拉松都有同樣設相同參賽規定，目的是加強整場比賽賽事的防疫工作更嚴格和合法。

### 大型機構跟隨指引實施
2021年10月1日，兩間公共巴士公司（新福利和澳巴）發出內部通告，由10月3日或4日起要求所有職員（包括車長和站長等）接種最少一劑2019冠狀病毒病疫苗，由11月上旬起完成兩劑2019冠狀病毒病疫苗，如不接種疫苗須每7天接受病毒核酸檢測並須持陰性檢測證明。
2021年10月9日，9月中旬金沙中國發出內部公告要求所有員工須接受一劑2019冠狀病毒病疫苗方可上班，如不能接種疫苗須出示7天內有效的核酸檢測陰性證明，相關指引預計於10月中旬或之後生效。另外，美高梅中國取消完成接種疫苗後享有的疫苗假；新濠博亞娛樂暫不急於推出政府的新指引。

### 珠澳口岸恢復通關計劃接種疫苗才可入境　但因出現源頭不明個案作出取消
2021年9月26日，澳門特區政府宣佈離澳須持48小時核酸檢測陰性證明。珠海市政府於凌晨稍後時段宣佈同日上午6時起，往返珠澳口岸人士核酸證明有效期縮短至24小時，由9月26日上午6時至9月29日凌晨12時，除三類人士外，所有入境珠海的人士須接受14天醫學觀察。後來更於9月30日晚上宣佈延長結束實施時間直至另行通知。
2021年10月3日，珠海市新型冠狀病毒肺炎疫情防控指揮部公佈關於調整珠澳口岸疫情防控措施的通告，珠澳口岸由10月4日中午12時起將調整通關安排，入境珠海人士需持48小時內有效的病毒核酸檢測陰性結果證明，且具有新型冠狀病毒疫苗接種史（不適合疫苗接種人員需持《新型冠狀病毒疫苗接種醫生評估證明書》，暫無需接種新冠疫苗的12周歲以下兒童除外）。澳門紅碼區、黃碼區人員及隔離酒店高風險崗位人員、新冠肺炎定點收治醫院工作人員，暫不能入境。而現有出境疫情防控措施保持不變。10月4日，因澳門出現一宗疑似陽性個案，珠澳聯防聯控機制宣佈原定當天中午12時起放寬入境珠海通關安排措施暫緩執行。及後因個案證實確診，該新措施隨即取消執行。

### 相關官員回應
對於政府發出指引有「迫針」之嫌，在2021年9月15日上午召開離島醫院服務介紹會，衛生局局長羅奕龍在會中被記者提問並回應相關問題，他指出新指引並沒有違背接種疫苗的「自願可選擇原則」，指引目的是保障工作環境及服務對象的安全，該指引內容中已有替代方案已經沒有違背自願原則。在發佈指引後惹起社會強烈反彈，羅奕龍表示該指引只是防疫的原則性指引，具體推進的時間表由各個公共或私人實體根據實際情況自行去推行落實。
對於新指引是「谷針」被指違背中華人民共和國國家衛生健康委員會來澳觀察期間作出的倡議，傳染病防制暨疾病監測部協調員梁亦好回應時則強調，當局沒有限制市民不接種疫苗就不能出入某些場所，而且當局有推出替代方案（至少七日自費接受核檢），因此與內地提倡的原則並無衝突。對於南京和福建出現群集性2019冠狀病毒病感染，指出接種疫苗保障不同人士的健康，指出有七天一次核酸檢測替代方案不顯示出該政策有強迫性。梁亦好又稱，具證明不能接種疫苗的重點人群，核檢費用將由政府承擔，至於其他行業能否豁免核檢費用，則須由相關管理實體評估，衛生局沒法跟進所有工種。至於會否考慮提倡為接種者提供「疫苗假」，她表示很多私人企業有推出相關鼓勵措施，至於公務員方面，現時公務員於辦公時間內接種疫苗，工作不需補時；假如公務員因接種後不適需要請病假，亦可按規定申請病假，這些都是鼓勵措施。
對於「迫針」擁有合法性存疑，山頂醫院醫務主任戴華浩於2021年9月23日新聞發佈會回應記者時指出新指引並沒有限制進入場所，他稱，防疫措施必須遵守，而且人人做得到，認為新指引沒有違反《傳染病防治法》。
2021年10月1日，行政長官賀一誠在出席完國慶酒會後會見傳媒，當局推出教師注射疫苗指引並強調政府不是「谷針」，目的是保障市民和學生的安全。他又透露，有些博企只有五成多接種率，但有博彩員工卻經常說無薪假等事宜，沒有足夠的接種率政府如何讓更多人來澳門，沒有人來澳門又如何有更好的工作，希望大家體諒政府。
在2021年10月19日應變協調中心記者會上，傳媒關注珠澳寬關在即澳門是否錯過“谷針”機會。仁伯爵綜合醫院醫務主任戴華浩表示，“由頭到尾冇‘谷針’，要求接種疫苗，只是確保我們市民在過關時不受病毒感染。”

## 衛生人員藉打疫苗性騷擾多名女中學生
2021年12月16日，衛生局通報多名女中學生由學校安排專場集體前往澳門綜藝館疫苗接種站接種疫苗，期間懷疑受到負責接種疫苗的男護士騷擾，於是集體向學校反映，當局和教育及青年發展局在接獲投訴後報警，目前涉事男護士已被調離原崗位並接受調查。衛生局強調該事件為個別事件並依法嚴肅跟進，絕不姑息。此外，當局派出學生輔導員聯同學校輔導團隊負責受影響學生家長的心理輔導和支援工作。
2021年12月17日，司法警察局收到衛生和教育部門舉報後，於上一日晚上拘捕涉案男子。涉案者姓王，33歲，澳門居民，該人士被捕後拒絕合作，司警以性騷擾及對兒童之性侵犯罪，將其移送至檢察院處理。